# Neoperla niponnensis
Neoperla niponnensis är en bäcksländeart som först beskrevs av Mclachlan 1875.  Neoperla niponnensis ingår i släktet Neoperla och familjen jättebäcksländor. Inga underarter finns listade i Catalogue of Life.